# Le Pont dans la jungle (roman)
Le Pont dans la jungle (Die Brucke im Dschungel en allemand ; on trouve aussi Le Pont dans la brousse) est un roman écrit par B. Traven et publié en 1927.
Il est d’abord publié en feuilleton dans Vorwärts, le journal du SPD, du 14 mai au 27 juin 1927, puis en volume en mars 1929.
Dans un passage de l’édition originale, B. Traven évoque les villes de Crimmitschau et de Chemnitz, qu’il avait fréquenté en tant que Ret Marut (poursuivi en 1919 pour sa participation à la révolution des conseils de Bavière). Dans la version remaniée de 1962, il supprime ces allusions, espérant ainsi rendre impossible le lien entre son ancienne et sa nouvelle identité.
Il est traduit en français en 2004.

## Adaptation
Il est adapté au cinéma en 1971 par Pancho Kohner (de) : voir Le Pont dans la jungle.